# Nureyev
Nureyev était un cheval de course pur-sang anglais né aux États-Unis en 1977 de l'union de Northern Dancer et de Special, par Forli. Il est le 3/4 frère de Sadler's Wells et de Fairy King.

## Carrière de courses
Nureyev fut acquis par Stavros Niarchos pour 1 300 000 dollars yearling, ce qui fit de lui le deuxième yearling à passer la barre du million de dollars, après le fiasco Canadian Bound (un fils de Secretariat payé 1,5 million de dollars deux ans plus tôt et qui allait cumuler un peu plus de 1000 dollars de gains en courses, avant de s'avérer un étalon tout aussi désastreux). Envoyé en France et placé sous la responsabilité de François Boutin, Nureyev suscita les plus grands espoirs à 2 ans. Pour preuve, il fit ses débuts directement dans un groupe 3, le Prix Thomas Bryon, qu'il survola de 6 longueurs. Ce sera sa seule sortie en 1979. L'année suivante, il effectua une rentrée victorieuse et impressionnante dans le Prix Djebel avant de se présenter au départ des 2000 guinées à Newmarket, qu'il remporta d'une encolure. Mais à l'issue de la course, les commissaires britanniques ouvrent une enquête, accusant Nureyev d'avoir gêner ses adversaires Known Fact et Posse dans la phase finale. Après une longue délibération, les commissaires finirent par disqualifier le poulain sur tapis vert et le relèguent à la dernière place, une décision qui semble assez incompréhensible au vus des images de l'arrivée. Ce sera la dernière sortie de l'éphémère carrière de Nureyev : programmé pour le Derby d'Epsom, il contracta un virus et fut envoyé au haras.  

### Résumé de carrière
| Date        | Hippodrome       | Pays        | Course            | Statut      | Distance    | Jockey      | Place       | Écart       | Vainqueur ou deuxième |
| 1979, 2 ans | 1979, 2 ans      | 1979, 2 ans | 1979, 2 ans       | 1979, 2 ans | 1979, 2 ans | 1979, 2 ans | 1979, 2 ans | 1979, 2 ans | 1979, 2 ans           |
| ----------- | ---------------- | ----------- | ----------------- | ----------- | ----------- | ----------- | ----------- | ----------- | --------------------- |
| 3 novembre  | Saint-Cloud      | France      | Prix Thomas Bryon | Gr. 3       | 1 500 m     | Ph. Paquet  | 1er / 12    | 6           | Wild Idea             |
| 1980, 3 ans |                  |             |                   |             |             |             |             |             |                       |
| 8 avril     | Maisons-Laffitte | France      | Prix Djebel       | Listed      | 1 400 m     | Ph. Paquet  | 1er / 6     | 6           | Viteric               |
| 3 mai       | Newmarket        | Royaume-Uni | 2000 guinées      | Gr. 1       | 1 600 m     | Ph. Paquet  | 1er Disq.   | (enc.)      | Known Fact            |

## Au haras
Après une année de monte en France, Nureyev fut syndiqué pour 14 millions de dollars et partit aux États-Unis. Il s'avéra aussitôt être un étalon exceptionnel, l'un des meilleurs fils de Northern Dancer au stud, avec Sadler's Wells, Danzig, Lyphard, Nijinsky II et Storm Bird. 580 de ses produits connurent la compétition, 135 d'entre eux furent "stakes winners" (vainqueurs d'une course importante), dont une trentaine de lauréats de Groupe 1. Son prix de saillie grimpa jusqu'à 250 000 dollars. Nureyev fut tête de liste des étalons en France en 1987 et 1997.  
Parmi les champions dont il est l'auteur, citons : 
- Miesque : l'une des plus grandes championnes de l'histoire des courses, et poulinière exceptionnelle, gagnante de deux Breeders' Cup Mile, de la Poule d'Essai des Pouliches, des 1000 guinées, des prix de la Salamandre, Marcel Boussac, Jacques Le Marois, du Moulin de Longchamp et d'Ispahan.
- Peintre Célèbre : Prix de l'Arc de Triomphe, du Jockey-Club, Grand Prix de Paris, cheval de l'année en Europe (1997)
- Zilzal - Sussex Stakes, Queen Elizabeth II Stakes, Cheval de l'année en Angleterre (1989)
- Spinning World : 2000 Guinées irlandaises, Prix Jacques Le Marois, Prix du Moulin de Longchamp, Breeders' Cup Mile
- Sonic Lady : 1000 Guinées irlandaises, Coronation Stakes, Sussex Stakes, Prix du Moulin de Longchamp, meilleure 3 ans de l'année en Europe.
- Theatrical : Hialeah Turf Cup, Bowling Green Handicap, Sword Dancer Handicap, Turf Classic Stakes, Man O'War Stakes, Breeders' Cup Turf, cheval de l'année aux États-Unis sur le gazon (1987)
- Reams of Verse : Fillies' Mile, Oaks, meilleure 2 ans de l'année en Angleterre (1996)
- Stravinsky : July Cup, Nunthorpe Stakes, Sprinter européen de l'année (1999)
- Fasliyev : Phoenix Stakes, Prix Morny, Meilleur 2 ans de l'année en Europe (1999)
- Soviet Star : Poule d'Essai des Poulains, Sussex Stakes, Prix de la Forêt, July Cup, Prix du Moulin de Longchamp

Les fils et les filles de Nureyev sont eux-mêmes d'excellents reproducteurs. Comme père de mère, il revendique ainsi Bago (Prix de l'Arc de Triomphe, Grand Prix de Paris, Prix Ganay, etc.) ou Desert King (National Stakes, Irish Derby, 2000 Guinées Irlandaises,  père de la championne australienne Makybe Diva). Il fut d'ailleurs classé tête de liste des pères de mères en Angleterre et en Irlande en 1997. 
Nureyev est mort en 2001. Il est enterré dans son haras, Walmac Farm, à Lexington, Kentucky.

## Pedigree
| Origines de Nureyev (USA), mâle bai né en 1977 | Origines de Nureyev (USA), mâle bai né en 1977 | Origines de Nureyev (USA), mâle bai né en 1977 | Origines de Nureyev (USA), mâle bai né en 1977 |
| ---------------------------------------------- | ---------------------------------------------- | ---------------------------------------------- | ---------------------------------------------- |
| Père Northern Dancer                           | Nearctic                                       | Nearco                                         | Pharos                                         |
| Père Northern Dancer                           | Nearctic                                       | Nearco                                         | Nogara                                         |
| Père Northern Dancer                           | Nearctic                                       | Lady Angela                                    | Hyperion                                       |
| Père Northern Dancer                           | Nearctic                                       | Lady Angela                                    | Sister Sarah                                   |
| Père Northern Dancer                           | Natalma                                        | Native Dancer                                  | Polynesian                                     |
| Père Northern Dancer                           | Natalma                                        | Native Dancer                                  | Geisha                                         |
| Père Northern Dancer                           | Natalma                                        | Almahmoud                                      | Mahmoud                                        |
| Père Northern Dancer                           | Natalma                                        | Almahmoud                                      | Arbitrator                                     |
| Mère Special                                   | Forli                                          | Aristophanes                                   | Hyperion                                       |
| Mère Special                                   | Forli                                          | Aristophanes                                   | Commotion                                      |
| Mère Special                                   | Forli                                          | Trevisa                                        | Advocate                                       |
| Mère Special                                   | Forli                                          | Trevisa                                        | Veneta                                         |
| Mère Special                                   | Thong                                          | Nantallah                                      | Nasrullah                                      |
| Mère Special                                   | Thong                                          | Nantallah                                      | Shimmer                                        |
| Mère Special                                   | Thong                                          | Rough Shod                                     | Gold Bridge                                    |
| Mère Special                                   | Thong                                          | Rough Shod                                     | Dalmary (famille 5-h)                          |